# Feduk
Фе́дір Андрі́йович Інса́ров (рос. Фёдор Андреевич Инсаров; більш відомий як Feduk або Федýк; нар. 9 лютого 1992, Москва) — російський хіп-хоп виконавець.

## Біографія
У 2013 році став автором заголовного треку для фільму Антона Борматова «Навколо футболу». Пісня стала неформальним гімном футбольних хуліганів і принесла Федору певну популярність у вузьких колах. Футбольній тематиці також присвячена пісня «Tour De France», що вийшла у 2016 році після зіткнення футбольних уболівальників збірних Росії та Англії на чемпіонаті Європи у Франції.
Всеросійська популярність прийшла до виконавця у 2017 році, коли пісня «Розовое вино», записана разом з репером Елджеєм, стала одним із головних російськомовних хітів року. Трек «Розовое вино» став найпопулярнішим у 2017 році на думку користувачів соціальної мережі «ВКонтакті»[джерело?]. За рік пісню прослухали понад 200 мільйонів разів.
Інтернет-видання «Meduza» зарахувала випущений навесні 2018 року сингл «Закривай очі» до десяти найкращих пісень другого тижня травня і передбачила, що «під цю пісню будуть танцювати на шкільних дискотеках і їздити на машинах по нічному місту». Сама пісня була охарактеризована як «витончений і жвавий хауз-реп, у якому помітні референси до Івана Дорна і Шури».

## Дискографія

### Альбоми
- 2013 — «Сезон пожарче» (разом з Toobe)
- 2014 — Ghetto Space
- 2015 — «Наш Остров»
- 2016 — «Фри»
- 2017 — «F&Q»
- 2018 — «More Love»
- 2020 — «ЙАЙ»
- 2022 — «В тон улицам»

#### Міні-альбоми
- 2014 — «Нотный Стаф»
- 2021 — «Заново»

### Сингли
- 2011 — «Былым временам» (feat. No Kanifol')
- 2011 — «БТЛ (Буду Тебя Любить)» (feat. 158)
- 2011 — «One Love / Ван Лав» (feat. Toobe, ЧікаЛіка)
- 2013 — «Околофутбола»
- 2015 — «Москва»
- 2017 — «Мне нужна Москва» (feat. Reptar)
- 2017 — «Турки» (feat. Lil Melon)
- 2017 — «Моряк»
- 2017 — «Розовое вино» (feat.Елджей)
- 2017 — «Groove»
- 2018 — «Хлопья летят наверх»
- 2018 — «Hustle Tales» (Big Baby Tape feat. Feduk)
- 2018 — «Закрывай глаза»
- 2018 — «Тусинаруси»
- 2018 — «Скуби-Ду» (Кравц feat. Feduk)
- 2018 — «На лайте» (feat. Tony Tonite)
- 2018 — «Холостяк» (ЛСП feat. Feduk, Єгор Крід)
- 2018 — «По волнам»
- 2018 — «Биг-Бой» (Платина & OG Buda feat. Lil Krystall, Feduk)
- 2018 — «More Love»
- 2018 — «Амазонка»
- 2018 — «Где справедливость?» (feat. Джигли, Слава КПСС)
- 2019 — «Хорошая акустика» (OG Buda feat. Feduk)
- 2019 — «Ламбо» (Платина feat. Feduk)
- 2019 — «27»
- 2019 — «Крутая» (feat. Lil Krystall)
- 2019 — «Море любви»
- 2019 — «Пальмы»
- 2019 — «Мой город»
- 2019 — «Сахарок» (feat. Вандер Філ)
- 2019 — «Их» (feat. Vacio)
- 2020 — «Бэнгер»
- 2021 — «Мама»

#### Участь у релізах інших виконавців
- Кравц — «Скуби-Ду» («Что ещё объяснять?»)
- Платина & OG BUDA — «Биг-Бой» («Сладких снов»)
- Obladaet — «Billy Jean» («Ice Cream»)
- Lil Krystall — «Крутая» («No Label»)
- Платина — «Ламбо» («Опиаты Круг»)
- OG Buda & Платина & Obladaet — «Выше облаков» («Опг сити»)
- OG Buda — «Откровения» («Опг сити»)
- Vacio — «Их» («88»)

## Відеографія
Музичні кліпи
- 2013 — «Околофутбола»
- 2014 — «Не одно и то же» (feat. Toobe)
- 2014 — «Улофа Пальме» (feat. Toobe)
- 2015 — «Москва» (feat. Antiosov)
- 2015 — «24 октября»
- 2016 — «Равнина»
- 2016 — «Перебрал»
- 2017 — «На этаже» (feat. FolkPro)
- 2017 — «Культурный агрессор»
- 2017 — «Розовое вино» (feat. Елджей)
- 2017 — «Розово-малиновое вино» (feat. Ігор Ніколаєв, Іван Ургант, Олександр Гудков)
- 2018 — «Моряк»
- 2018 — «Hustle Tales» (feat. Big Baby Tape)
- 2018 — «Луна»
- 2018 — «Хлопья летят наверх»
- 2018 — «Холостяк» (feat. ЛСП, Єгор Крід)
- 2018 — «По волнам»
- 2019 — «Амазонка»
- 2019 — «More Love»
- 2019 — «27»
- 2019 — «Пальмы»
- 2019 — «Billy Jean» (feat. Obladaet)

Репбатли
- Versus Міжсезоння #2: Yung Trappa vs Feduk (28 вересня 2014). Переможець — Feduk (1:2).